# Denílson de Oliveira Araújo
Denílson de Oliveira Araújo, během své hráčské kariéry často nazývaný pouze Denílson (* 24. srpen 1977, Diadema) je bývalý brazilský fotbalista. Hrával na pozici útočníka či záložníka.
S brazilskou reprezentací vyhrál mistrovství světa roku 2002 a získal stříbrnou medaili na šampionátu roku 1998. Jednou též vyhrál mistrovství Jižní Ameriky, tedy soutěž Copa América (1997) a Konfederační pohár (1997). Celkem za národní tým odehrál 61 utkání a vstřelil 9 branek.
S Betisem Sevilla získal v sezóně 2004/05 španělský pohár.